# 한여름의 추억
《한여름의 추억》은 2017년 12월 31일에 JTBC에서 2부작으로 방영된 드라마이다.

## 소개
2017 JTBC 드라마 페스타의 마지막을 장식하는 작품이다. 여전히 사랑하고 사랑받고 싶은 서른일곱 살 라디오 작가의 가장 찬란하게 빛나고 가슴 시리게 아팠던 사랑의 연대기를 섬세하게 그린 드라마이다. 제목에 ‘한여름’은 여주인공의 이름이기도 하지만, 연출자 심나연 PD은 “여름에서 가을로 넘어갈 때의 무척 더운 시기에, 짧게 찍다보니 한여름의 기운 자체가 덥고 힘들었고 아팠던 순간이라는 생각이 들었다. 한여름에 있었던 한여름과 남자들의 이야기라고 생각해서 최종적으로 결정했다.”라고 표현했다.
드라마에서는 찬란했던 사랑의 순간들을 뒤로 한 채 허망한 죽음을 맞게 되는 주인공 한여름의 모습이 그려진다. 미국으로 여행을 간 한여름은 뜻밖의 총상으로 비극적인 죽음을 맞이했다. 이 과정에서 한여름은 첫사랑 최현진, 대학시절 마음을 홀랑 빼앗겨 불같은 사랑을 한 김지운, 가장 오래 사귀고 사랑했으며 자신이 먼저 포기했던 박해준, 그리고 현재 라디오를 함께 진행하고 있는 PD 오제훈까지 마음을 줬던 상대방을 모두 떠올렸다. 그리고 죽기 직전 마지막까지 떠올린 사람은 박해준이었으며, 결혼하자고 한 그에게 편하게 살고싶다며 이별을 고했었다. 한여름은 마지막으로 “미안해 미안해 해준아.”라고 전하며 눈을 감았다.
이중적인 의미를 품은 이 드라마는 사랑이라는 인간의 기본적 가치에 대한 탐구이자 자문이고 우문이자 현답을 보여준다. 한여름은 자신의 지난 연애를 통해 삶을 깨닫고 성찰하는 과정을 겪고 있었다. 그러나 여전히 잘못을 답습하며 살아갈 뿐이기도 했다. 경험을 통해 성장하지만 또다시 같은 잘못을 반복하기도 하는 것이 바로 인생이라는 의미를 담았다. 너무 일상적이라 간과하기 쉬운 기억과 감정에 대한 이야기를 감각적으로 담아낸 작품이었다.

## 등장 인물

### 중요한 인물
- 최강희 : 한여름 역 (아역 최다혜) - 12년차 라디오 작가
- 이준혁 : 박해준 역 - 팝 칼럼니스트
- 태인호 : 오제훈 역 - 라디오 PD, 한여름밤
- 이재원 : 김지운 역 - 마케팅 회사 대리, 한여름의 대학시절 CC
- 최재웅 : 최현진 역 (아역 지민혁) - 외국계 은행원, 한여름의 첫사랑

### 주변 인물
- 최유송 : 장해원 역 - 14년차 라디오 작가, 한여름의 작가 선배
- 허영지 : 정다정 역 - 2년차 라디오 작가
- 윤진이 : 윤혜리 역 - 마케팅 회사 과장, 김지운의 여자친구
- 황상경 : 김지용 역 (아역 손상연) - 최현진의 친구
- 천민희 : 김지영 역 - 오제훈의 또 다른 썸녀
- 손수현 : 최소이 역 - 플로리스트, 박해준의 여자친구

### 그 외 인물
- 김선희
- 김진우
- 마솔
- 이채경
- 류효정
- 김영춘
- 지영우
- 정지호
- 유일한
- 김호정
- 송진희
- 박혜조

### 특별출연
- 공승연 : 최현진의 맞선녀 역
- 김법래 : 한여름의 맞선남 역
- 전석호 : 차량 접촉사고 상대편 운전자 역
- 전배수 : 김지운의 상사 역
- 지조 : 라디오 DJ 역

## 촬영지
- 낙산성곽길
- 인천보건고등학교
- 반포대교
- 어른이대공원 본점
- 별밤
- 세종대학교

## 시청률
| 2017년 | 2017년    | 2017년      | 2017년     | 2017년      |
| 회차   | 방송일    | 부제        | AGB 시청률 | TNmS 시청률 |
| ------ | --------- | ----------- | ---------- | ----------- |
| 제1회  | 12월 31일 | 여름의 끝   | 1.822%     | 1.7%        |
| 제2회  | 12월 31일 | 여름의 시작 | 1.809%     | 1.6%        |